# جنازه مو سرخ
جنازهٔ مو سرخ (انگلیسی: The Red Headed Corpse) یک فیلم جالو ایتالیایی-ترکیه‌ای به کارگردانی رنتسو روسو است. از بازیگران آن می‌توان به فارلی گرنجر، اریکا بلانک، کریستا نل و ونانتینو ونانتینی اشاره کرد.